# Темоту
Темоту (англ. Temotu) — найсхідніша з провінцій (одиниця адміністративно-територіального поділу) Соломонових Островів. Складається з наступних островів і архіпелагів:
- Анута;
- Фатутака;
- Острови Дафф;
- Острови Санта-Крус;
- Острови Риф;
- Тікопія;
- Тінакула.

Площа — 895 км², населення 21 362 осіб (2009). Адміністративний центр — Лата.